# Jean Luc Gbayara Assoubre
Jean Luc Gbayara Assoubre (Lakota, 8 agosto 1992) è un calciatore ivoriano, attaccante dell'Inter Escaldes.

## Caratteristiche tecniche
È un'ala destra.

## Carriera
Cresciuto nelle giovanili del Villarreal, ha esordito con la squadra riserve il 3 marzo 2013 in occasione del match perso 2-1 contro L'Hospitalet.

## Palmarès

### Club

#### Competizioni nazionali
- Segunda División B: 1

Gimnàstic: 2014-2015
- Supercoppa di Cipro: 1

AEK Larnaca: 2018
- Coppa d'Andorra: 2

Inter Escaldes: 2023, 2025
- Primera Divisió: 1

Inter Escaldes: 2024-2025